# A Decade of Steely Dan
A Decade of Steely Dan è un album di raccolta del gruppo musicale statunitense Steely Dan, pubblicato nel 1985. 

## Tracce
Tutte le tracce sono state scritte da Walter Becker e Donald Fagen, eccetto dove indicato.

1. FM (No Static at All) – 4:50
2. Black Friday – 3:33
3. Babylon Sisters – 5:51
4. Deacon Blues – 7:26
5. Bodhisattva – 5:16
6. Hey Nineteen – 5:06
7. Do It Again – 5:56
8. Peg – 3:58
9. Rikki Don't Lose That Number – 4:30
10. Reelin' In the Years – 4:35
11. East St. Louis Toodle-oo (Duke Ellington, Bubber Miley) – 2:45
12. Kid Charlemagne – 4:38
13. My Old School – 5:46
14. Bad Sneakers – 3:16